# Premis Ondas 1959
Els Premis Ondas 1959 van ser la cinquena edició dels Premis Ondas, atorgades el 14 de novembre de 1959. Després se celebrà una festa en honormal de l'Associació Espanyola de Lluita contra el Càncer a la que hi va assistir Carmen Franco y Polo. En aquesta edició es diferencien quatre categories: Premis Nacionals de ràdio, nacionals de televisió, locals, i internacionals de ràdio i televisió.

## Nacionals de ràdio
- Millor actriu: Núria Espert
- Millor actor: Adolfo Marsillach
- Millor locutora: Delita Brioso - REM
- Millor locutor: Raúl Matas - Cadena Ser
- Millor director: Teodoro Delgado Pomata - REM
- Millor labor periodística: Antonio Domínguez Olano - Cadena SER
- Millor labor esportiva: Martín Navas - REM

## Nacionals de televisió
- Millor labor taurina: Manuel Lozano Sevilla - TVE
- Millor labor tècnica: Joaquín Sánchez Cordobés - TVE

## Locals
- Millor actriu: María Elena Doménech - Radio Intercontinental
- Millor actor: Nicolás G. Gomez - Ràdio Albacete
- Millor locutora: Maruja Molina - RNE
- Millor locutor: Joaquín Soler Serrano - Ràdio Barcelona
- Millor director: Alfredo Marcili Gras - Radi Múrcia
- Millor guionista: Eduardo Vázquez - Radio Madrid
- Millor labor religiosa: Pare Basabé - Radio Salamanca
- Millor labor benèfica: Manuel Ramos Molina - Radi Club Tenerife
- Millor labor cultural: José Antonio Cía. Martínez - Radio Alacant
- Millor labor periodista: Victoriano Crémer - Radio León
- Millor labor musical: José Antonio - Radio La Voz de Madrid
- Millor labor esportiva: Antonio Rojo de Radio Bilbao
- Millor labor taurina: Julio Gallego Alonso - RNE

## Internacionals de ràdio i televisió
- Millor locutora: Jacqueline Caurat - ORTF París (França)
- Millor locutor: Reverend Pare Pellegrino - Ràdio Vaticà
- Millor actriu: Luisa Rivelli - RAI (Itàlia)
- Millor actor: Raymond Souplex - ORTF París (França)
- Millor labor musical: Georges Auric - ORTF París (França)
- Millor labor periodística: Lucien Morisse - Radio Europa Núm. 1- París (Sarre)
- Millor autor: David K. Liu - República Xina Lliure - Taipei (Formosa)
- Millor director programes en castellà: Pedro Marcos Bilbao - Radio Canadà-Mont-real (el Canadà)